# دانشگاه سنت ماری

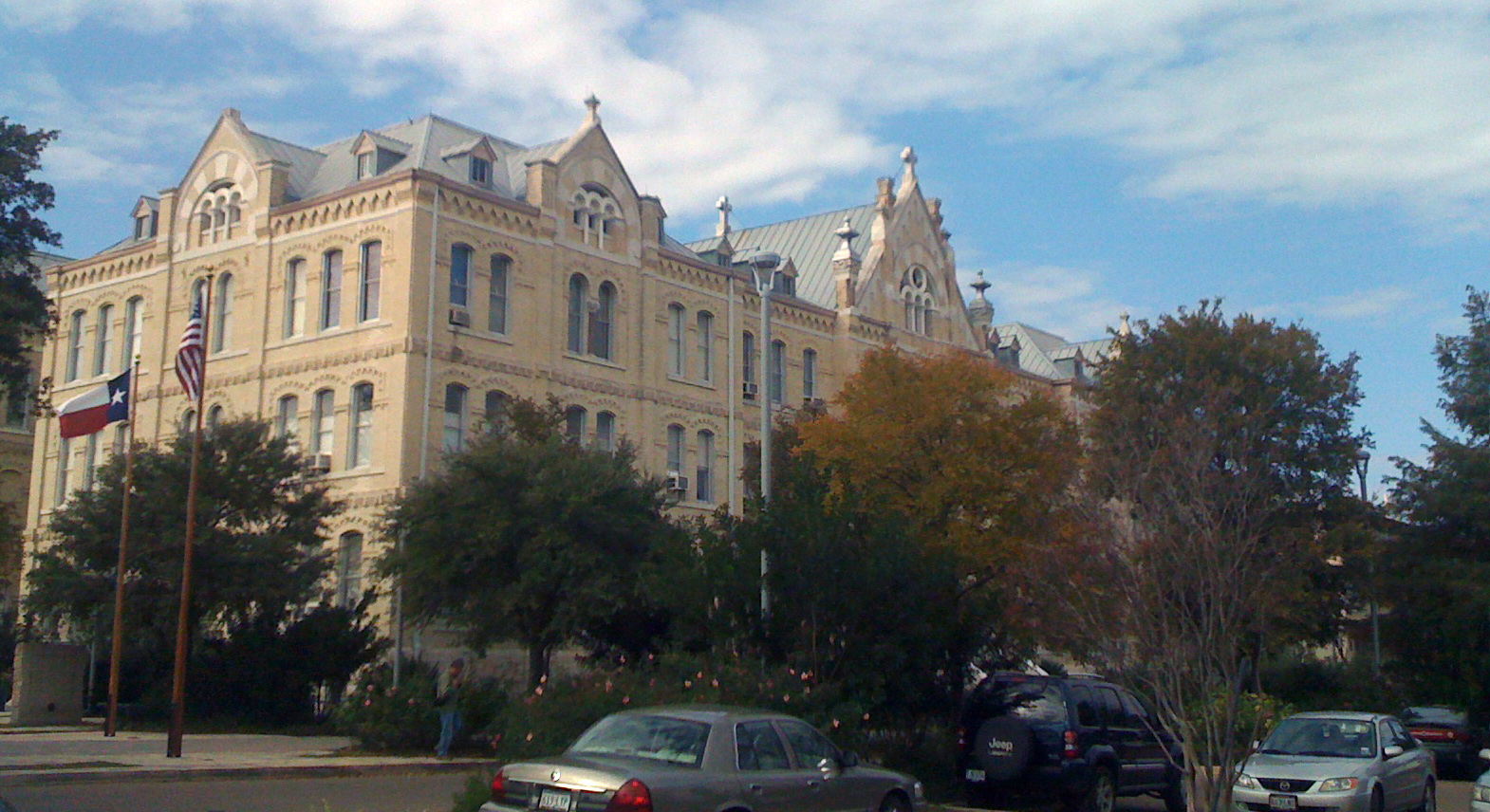

دانشگاه سنت ماری (به انگلیسی: St. Mary's University) یکی از دانشگاه‌های خصوصی ایالت تگزاس در ایالات متحده آمریکا می‌باشد.
این دانشگاه که در سال ۱۸۵۲ تأسیس گشت تحت حمایت مالی سازمانهای مسیحی کاتولیک قرار دارد.
این دانشگاه که در شهر سن آنتونیو قرار دارد در سال ۲۰۰۶ بیش از ۳۹۰۴ دانشجو ثبت نام بعمل آورد.
۴۰٪ هیئت علمی دانشکده مهندسی این دانشگاه ایرانی هستند.